# Collegio plurinominale Sardegna - 01 (Camera dei deputati 2017)
Il collegio elettorale plurinominale Sardegna - 01 è stato un collegio elettorale plurinominale della Repubblica Italiana per l'elezione della Camera tra il 2017 ed il 2022.

## Territorio
Come previsto dalla legge elettorale italiana del 2017, il collegio era stato definito tramite decreto legislativo all'interno della circoscrizione Sardegna.
Il collegio comprendeva la zona definita dai tre collegi uninominali Sardegna - 01 (Cagliari), Sardegna - 03 (Carbonia) e Sardegna - 06 (Oristano).

## Dati elettorali

### XVIII legislatura
Come previsto dalla legge elettorale, 386 deputati erano eletti in 63 collegi plurinominali con ripartizione proporzionale a livello nazionale tra le coalizioni e le singole liste che avessero superato la soglia di sbarramento stabilita.
Nel collegio venivano eletti 10 deputati.
| Liste          | Liste                    | Proporzionale | Proporzionale | Proporzionale | Maggioritario | Maggioritario | Maggioritario |  |
| Liste          | Liste                    | Voti          | %             | Seggi         | Voti          | %             | Seggi         |  |
| -------------- | ------------------------ | ------------- | ------------- | ------------- | ------------- | ------------- | ------------- |  |
|                | Movimento 5 Stelle       | 203 447       | 42,31         | 3             | 203 447       | 42,31         | 3             |  |
|                | Forza Italia             | 69 215        | 14,39         | 1             | 152 134       | 31,64         | –             |  |
|                | Lega                     | 54 101        | 11,25         | 1             | 152 134       | 31,64         | –             |  |
|                | Fratelli d'Italia        | 20 642        | 4,29          | 1             | 152 134       | 31,64         | –             |  |
|                | Noi con l'Italia – UDC   | 8 176         | 1,70          | –             | 152 134       | 31,64         | –             |  |
|                | Partito Democratico      | 68 167        | 14,18         | 1             | 82 299        | 17,12         | –             |  |
|                | +Europa                  | 10 191        | 2,12          | –             | 82 299        | 17,12         | –             |  |
|                | Italia Europa Insieme    | 2 519         | 0,52          | –             | 82 299        | 17,12         | –             |  |
|                | Civica Popolare          | 1 422         | 0,30          | –             | 82 299        | 17,12         | –             |  |
|                | Liberi e Uguali          | 16 031        | 3,33          | –             | 16 031        | 3,33          | –             |  |
|                | Autodeterminatzione      | 9 382         | 1,95          | –             | 9 382         | 1,95          | –             |  |
|                | Potere al Popolo!        | 4 830         | 1,00          | –             | 4 830         | 1,00          | –             |  |
|                | CasaPound                | 4 219         | 0,88          | –             | 4 219         | 0,88          | –             |  |
|                | Il Popolo della Famiglia | 3 598         | 0,75          | –             | 3 598         | 0,75          | –             |  |
|                | Partito Comunista        | 2 964         | 0,62          | –             | 2 964         | 0,62          | –             |  |
|                | Partito Valore Umano     | 1 936         | 0,40          | –             | 1 936         | 0,40          | –             |  |
| Totale         | Totale                   | 480 840       | 100           | 7             | 480 840       | 100           | 3             |  |
|                |                          |               |               |               |               |               |               |  |
| Schede bianche | Schede bianche           | 4 405         | 0,89          |               |               |               |               |  |
| Schede nulle   | Schede nulle             | 10 137        | 2,05          |               |               |               |               |  |
| Votanti        | Votanti                  | 495 382       | 65,99         |               |               |               |               |  |
| Elettori       | Elettori                 | 750 745       |               |               |               |               |               |  |

## Eletti

### Eletti nei collegi uninominali
Eletti nel Movimento 5 Stelle
     Eletti nella coalizione di centro-sinistra (PD - LeU - CP)
| Collegio uninominale | Eletto | Eletto          | Partito |
| -------------------- | ------ | --------------- | ------- |
| 1. Cagliari          |        | Andrea Mura     | M5S     |
| 1. Cagliari          |        | Andrea Frailis  | PD      |
| 3. Carbonia          |        | Pino Cabras     | M5S     |
| 6. Oristano          |        | Luciano Cadeddu | M5S     |

1. ↑  In data 26.07.2018 aderisce al gruppo misto, non iscritti; dimissionario in data 27.09.2018.
2. ↑  Dal 24.01.2019 (eletto in seguito a elezioni suppletive).
3. ↑  In data 19.02.2021 aderisce al gruppo misto, non iscritti; in data 23.02.2021 alla componente «Alternativa».
4. ↑  In data 21.06.2022 aderisce al gruppo Insieme per il futuro.

### Eletti nella quota proporzionale
| Movimento 5 Stelle                          | Partito Democratico | Forza Italia    | Lega             | Fratelli d'Italia |
| ------------------------------------------- | ------------------- | --------------- | ---------------- | ----------------- |
|                                             |                     |                 |                  |                   |
| Emanuela Corda Andrea Vallascas Lucia Scanu | Romina Mura         | Ugo Cappellacci | Guido De Martini | Salvatore Deidda  |

1. 1 2  In data 19.02.2021 aderisce al gruppo misto, non iscritti; in data 23.02.2021 alla componente «Alternativa».
2. ↑  In data 24.12.2021 aderisce al gruppo misto, non iscritti; in data 12.01.2022 a Coraggio Italia; in data 23.06.2022 torna nel gruppo misto, non iscritti; in data 07.07.2022 aderisce alla componente «Coraggio Italia».